# Ludwig Aßmann
Ludwig Aßmann (* 1869; † im November 1949) war ein österreichischer Apotheker und Politiker. Von 1909 bis 1918 bekleidete er das Amt des Villacher Bürgermeisters.

## Biographie
Ludwig Aßmann hatte in Villach die ursprünglich von Ernst Kumpf betriebene Apotheke übernommen. Nachdem er zuvor bereits das Amt des Vizebürgermeisters bekleidet hatte, wurde er nach dem Rücktritt des langjährigen Bürgermeisters Friedrich Scholz am 30. Dezember 1909 zu dessen Nachfolger gewählt. Als Aßmann das Amt übernahm, befand sich die Stadt in einer schon länger andauernden Periode des Aufschwungs, die mit starkem Bevölkerungswachstum einherging. Aufgrund der nötigen Investitionen in die Infrastruktur waren die Stadtfinanzen angespannt. Die zweite Hälfte von Aßmanns Amtszeit war gezeichnet vom Ersten Weltkrieg. Kurz vor dessen Ende, am 30. September 1918, erklärte er aus geschäftlichen und gesundheitlichen Gründen seinen Rücktritt. Otto Stage wurde übergangsweise mit der Führung der Amtsgeschäfte betraut und wenig später zum neuen Bürgermeister gewählt.
Am 31. Dezember 1931 wurde Aßmann anlässlich der Erhebung Villachs zur Statutarstadt zum Ehrenbürger ernannt. Er führte weiterhin seine Apotheke, ab 1933 unter Mitwirkung des Pharmazeuten Jakob Dellacher. Ludwig Aßmann verstarb 1949 in Villach.